# Bodtjärnen (Junsele socken, Ångermanland, 706085-154244)
Bodtjärnen är en sjö i Sollefteå kommun i Ångermanland och ingår i Ångermanälvens huvudavrinningsområde. Sjön har en area på 0,0816 kvadratkilometer och ligger 197,1 meter över havet.

## Delavrinningsområde
Bodtjärnen ingår i det delavrinningsområde (705886-154182) som SMHI kallar för Ovan Orrmyrbäcken. Medelhöjden är 223 meter över havet och ytan är 16,94 kvadratkilometer. Räknas de 8 avrinningsområdena uppströms in blir den ackumulerade arean 97,13 kvadratkilometer. Tarån som avvattnar avrinningsområdet har biflödesordning 3, vilket innebär att vattnet flödar genom totalt 3 vattendrag innan det når havet efter 108 kilometer. Avrinningsområdet består mestadels av skog (83 procent). Avrinningsområdet har 0,13 kvadratkilometer vattenytor vilket ger det en sjöprocent på 0,8 procent.